# 大輪寺 (胎内市)
大輪寺（だいりんじ）は、新潟県胎内市にある曹洞宗の寺院。

## 歴史
室町時代初期に開山された。越後国揚北衆中条氏との関係が深く、寺領の寄進を受けていた。
1598年（慶長3年）、中条氏の主君上杉景勝が会津等120万石に移封するのに伴い、一旦出羽国に移転したが、江戸時代初期に現在地に戻っている。

## 文化財
- 大輪寺本堂（登録有形文化財 令和元年12月5日登録）[3]
- 大輪寺庫裏（登録有形文化財 令和元年12月5日登録）[4]
- 大輪寺経蔵（登録有形文化財 令和元年12月5日登録）[5]
- 大輪寺土蔵（登録有形文化財 令和元年12月5日登録）[6]
- 大輪寺山門（登録有形文化財 令和元年12月5日登録）[7]
- 大輪寺総門（登録有形文化財 令和元年12月5日登録）[8]
- 大輪寺の板碑群（胎内市指定文化財 昭和48年4月1日指定）[9]

## 交通アクセス
- 中条駅より徒歩18分。